# John Paul Jones (żeglarz)

Podpis Jonesa

John Paul Jones (ur. 6 lipca 1747 w Arbigland, zm. 18 lipca 1792 w Paryżu) – szkocki żeglarz, oficer amerykańskiej Continental Navy, bohater wojny o niepodległość Stanów Zjednoczonych, zwycięzca w bitwie koło Flamborough Head, admirał rosyjskiej Floty Czarnomorskiej w wojnie z Turcją. Uważany za jednego z „ojców” US Navy.

## Życiorys
Urodził się 6 lipca 1747 roku jako John Paul junior, czwarte z siedmiorga dzieci Johna seniora, ogrodnika, oraz Jean McDuff, w posiadłości Arbigland, parafii Kirkbean w hrabstwie Kircubright, w południowo-zachodniej Szkocji. W wieku 12 lat rozpoczął praktyki u Youngera, kupca z Whitehaven. Tam rok później po raz pierwszy zamustrował na statek „Friendship”, płynący do Wirginii, gdzie osiedlił się wcześniej jego najstarszy brat William. Przez krótki czas służył w Royal Navy; był również oficerem na statkach do przewozu niewolników, awansując w 1766 na stanowisko starszego oficera na „Two Friends”. Porzucił jednak tę służbę i przez pewien czas przebywał w Indiach Zachodnich. W 1768 roku powracał do kraju jako pasażer brygu „John”, której kapitan i pierwszy oficer zmarli w drodze na żółtą febrę. W tej sytuacji objął dowodzenie statkiem i bezpiecznie doprowadził go do portu przeznaczenia, za co otrzymał od armatora nagrodę pieniężną i stałe zatrudnienie jako kapitan.
Jako dowódca statku floty handlowej wykazał się znakomitymi umiejętnościami żeglarskimi, ale także wprowadził drakońskie metody utrzymywania dyscypliny na pokładzie. W grudniu 1773 roku po tym, jak skazany przezeń na karę chłosty marynarz zmarł (inne źródło mówi o zabiciu zbuntowanego członka załogi w samoobronie), porzucił dowodzenie i – pod zmienionym nazwiskiem, jako John Paul Jones – udał się do amerykańskich kolonii (według innego źródła, przyczyną rezygnacji ze służby i wyjazdu do Wirginii była śmierć najstarszego brata i chęć objęcia spadku po nim). Jego losy do 1775 roku nie są dokładnie znane; wiadomo iż w tym roku, dzięki protekcji kilku wpływowych wirginijskich osobistości (w tym Josepha Hewesa, jednego z sygnatariuszy Deklaracji niepodległości), otrzymał stopień porucznika i etat oficera na pierwszym okręcie tworzonej Continental Navy, brygu „Alfred”. To on po raz pierwszy w historii podniósł na nim Grand Union Flag, poprzedniczkę Stars and Stripes.
W 1776 roku uczestniczył w akcji zajęcia przez komodora Eseka Hopkinsa wyspy New Providence na Bahamach; wkrótce otrzymał swoje pierwsze dowództwo: slupa „Providence”, na którym osiągnął szereg sukcesów w zwalczaniu brytyjskiej żeglugi. Następnie powrócił na „Alfreda” jako jego dowódca; dowodził z niego również eskadrą okrętów Continental Navy. W czerwcu 1777 roku powierzono mu dowództwo 18-działowego slupa „Ranger”, na którym 1 listopada, już pod gwiaździstym sztandarem, wypłynął do sprzymierzonej Francji. Do Nantes zawinął 2 grudnia, w drodze zdobywając dwa statki brytyjskie jako pryzy. Na „Rangerze” 14 lutego 1778 roku w zatoce Quiberon odebrał pierwszy w historii salut obcego statku dla amerykańskiej bandery. Znając doskonale wody wokół Szkocji i Irlandii i mając wolną rękę w działaniu, zaplanował szereg akcji przeciwko Brytyjczykom na ich własnym terenie. 22 kwietnia wysadził desant w Whitehaven, opanował miejscowy fort i zagwoździł jego działa, przeprowadzając jednocześnie nieudaną próbę spalenia kotwiczących tam statków. Następnego dnia nieskutecznie próbował porwać earla Selkirk, by wymienić go później na amerykańskich marynarzy, wcielonych siłą do floty brytyjskiej. Cały czas szkodził lokalnej żegludze, atakując i zdobywając brytyjskie statki. 24 kwietnia nawiązał walkę z 14-działowym slupem „Drake”; po godzinnym pojedynku artyleryjskim zmusił jego dowódcę do poddania. Był to pierwszy w historii Royal Navy przypadek zdobycia przez przeciwnika jej okrętu na wodach brytyjskich.

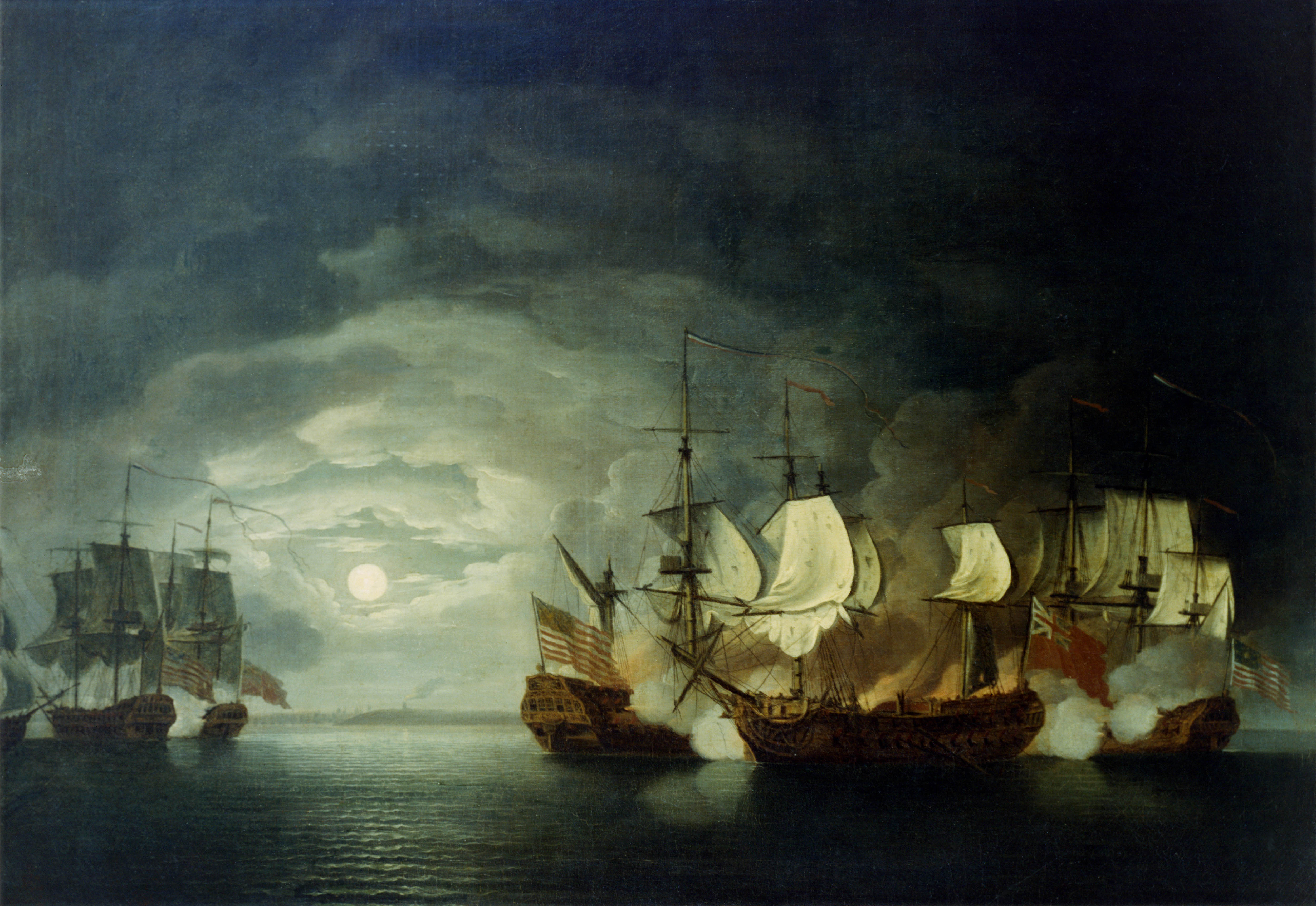
„Serapis” i „Bonhomme Richard” w bitwie koło Flamborough Head. Obraz Thomasa Mitchella

Po powrocie do Francji świętowano jego sukces. 13 maja gościł na obiedzie u przebywającego we Francji Johna Adamsa. Benjamin Franklin, ówczesny ambasador amerykański w Paryżu, zaproponował mu objęcie dowództwa 40-działowego okrętu, otrzymanego w darze od Francuzów – adaptowanego żaglowca handlowego zbudowanego do żeglugi wschodnioindyjskiej. Dla uczczenia Franklina został on nazwany „Bonhomme Richard” (znana jest także pisownia „Bon Homme Richard”). Na czele eskadry okrętów, obsadzonych w większości francuskimi załogami i z francuskimi dowódcami, miał za zadanie zwalczać brytyjską żeglugę. Pierwszy rejs okazał się nieudany: jego okręt flagowy zderzył się z inną jednostką zespołu i musiał zawrócić na remont. 23 września 1779 roku, w rejonie Flamborough Head w Yorkshire, eskadra Jonesa zaatakowała brytyjski konwój, osłaniany przez liniowiec piątej rangi (określany także w źródłach jako fregata) „Serapis” i uzbrojony statek „Countess of Scarborough”. W bitwie, która się wywiązała, mający przy podobnym uzbrojeniu przewagę szybkości i zwrotności okręt brytyjski poważnie uszkodził „Bonhomme Richarda”. Według legendy wezwany do poddania się Jones miał wówczas odpowiedzieć: „Ale ja jeszcze nawet nie zacząłem walczyć!”. Po dramatycznym boju, za cenę utraty własnego okrętu flagowego (ciężko uszkodzony, zatonął dwa dni później w drodze do portu) i dużych strat w załodze, Jones zmusił ostatecznie dowódcę „Serapisa”, komandora Richarda Pearsona, do kapitulacji. Bitwa ta przyniosła amerykańskiemu dowódcy uznanie i uczyniła go bohaterem Continental Navy. W wyniku tych wydarzeń, został uhonorowany w uznaniu męstwa i błyskotliwych zasług w dowodzeniu eskadrą francuskich i amerykańskich statków, pod banderą i komisją Stanów Zjednoczonych u wybrzeży Wielkiej Brytanii - jako jedyny oficer marynarki - Złotym Medalem Kongresu (Congressional Gold Medal) - jednym z najwyższych odznaczeń cywilnych w Stanach Zjednoczonych, zaś król Ludwik XVI ofiarował mu pozłacaną szpadę. W tym samym czasie w Wielkiej Brytanii był przedstawiany jako pospolity pirat.
Po powrocie do Stanów Zjednoczonych miał objąć obiecane mu przez Kongres dowodzenie liniowcem „America”, lecz ten został oddany Francuzom jako rekompensata za utracony w amerykańskim porcie okręt. Nie znajdując możliwości dalszej służby i awansu w zdemobilizowanej po zakończeniu wojny z Wielką Brytanią marynarce amerykańskiej, Jones osiadł w Paryżu, a w 1788 roku przyjął rosyjską ofertę objęcia dowódczego stanowiska we Flocie Czarnomorskiej, zaangażowanej w wojnę przeciwko Turcji. Mianowany przez Katarzynę II admirałem, kierował działaniami eskadry okrętów rosyjskich, jednak na skutek intryg dworskich został zmuszony do dymisji w 1790 roku. Ponownie zamieszkał w Paryżu, gdzie zmarł 18 lipca 1792 roku. Został pochowany na cmentarzu na przedmieściach stolicy Francji.
Jego zapomniany grób został odnaleziony w 1899 roku przez amerykańskiego ambasadora w Paryżu, generała Horace'a Portera. Szczątki sprowadzono do Stanów Zjednoczonych w 1905 roku i w 1913 roku uroczyście pochowano w sarkofagu z marmuru i brązu w kaplicy United States Naval Academy w Annapolis.